# أرنينورن
أرنينورن (بالإنجليزية: Arnenhorn)‏ هو أحد جبال سلسلة جبال الألب البرنية وجزء من القمة الأم لي تارينت يقع في كانتون فود وكانتون برن، سويسرا. يبلغ ارتفاع الجبل حوالي 2211 متر، بينما يبلغ ارتفاع نتوء الجبل 134 متر.